# Хотел Тамиш
Xотел Тамиш се налази у српском граду Панчеву, на углу улица Димитрија Туцовића и Моше Пијаде, у близини истоимене реке.
Бруталистички хотел, по пројекту архитеката Драгутина Кордића и Николе Реџића, изграђен је у другој половини седамдесетих година 20. века. Завршен је 1978. године. Укупна површина зграде, која је посебно уочљива захваљујући седмоспратној кули, износи 7.633,8 2.
Почетком 21. века зграда је била у лошем техничком стању и више пута је приватизована. Првобитни власник, предузеће Слобода, је отишао у стечај.  Предузеће Алмекс је купило хотел 2016. године.  Након тога је требало да се изврши реконструкција хотела, али није изабрано ниједно решење за реконструкцију зграде. Хотел је био дуже време затворен и поново је променио власника 2017. године.
Од 2020. године хотел је у процесу поновне реконструкције.
Очекује се да хотел буде поновно отворен почетком априла 2023. године.